# Charmin

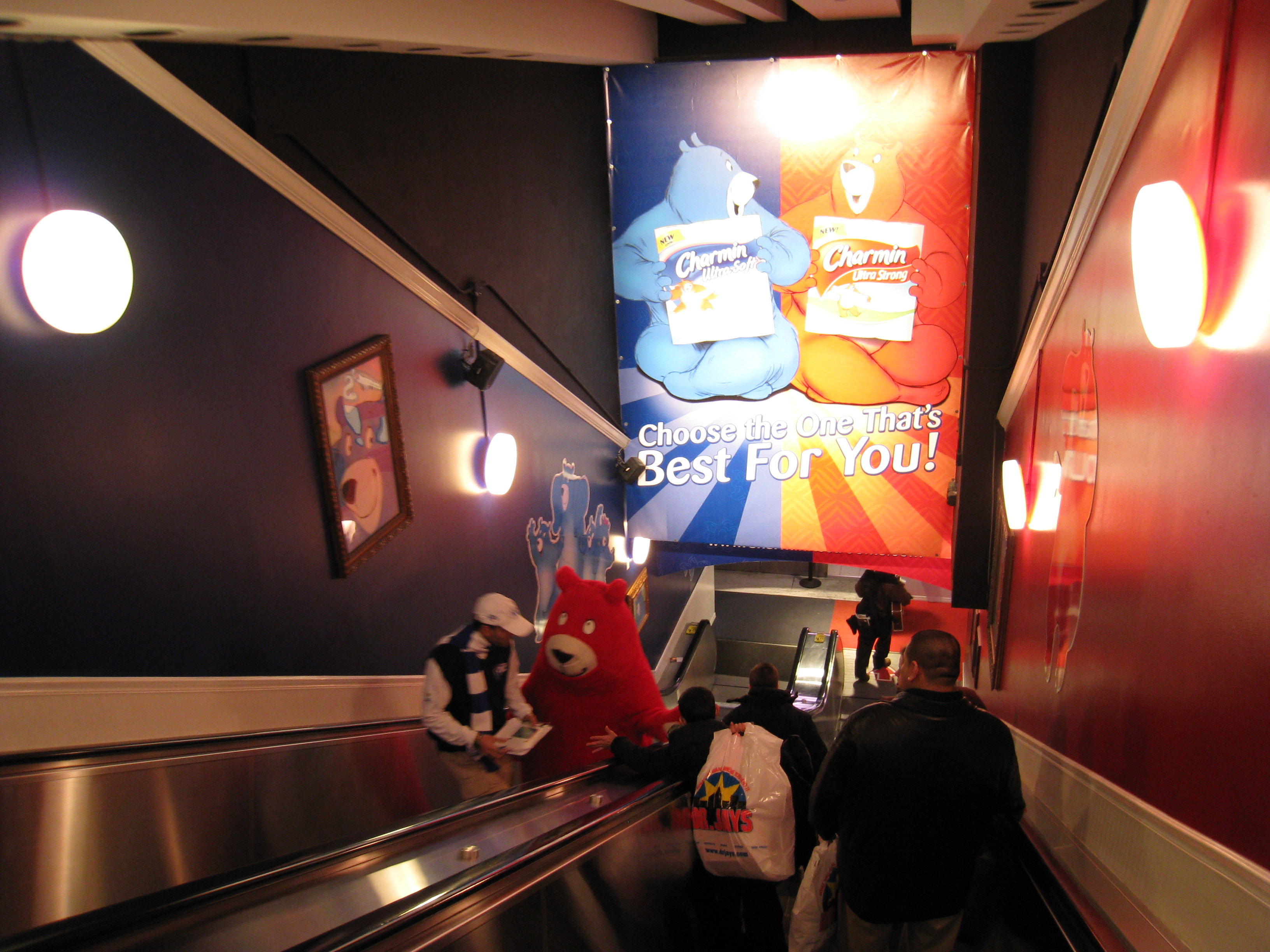
Publicité de Charmin à New york en 2007

Charmin est une marque de papier hygiénique qui appartient au groupe Procter & Gamble. 
Charmin Comfort, Charmin Deluxe, Charmin Ultra Soft sont quelques-uns des produits de la marque. Depuis quelque temps, il existe également des serviettes humides, Charmin Soft&Fresh.

## Historique
Charmin est apparu pour la première fois en 1928 et était fabriqué par la Hoberg Paper Company à Green Bay, au Wisconsin. C'est un employé qui fut à l'origine du nom. Il avait décrit la conception comme étant charmante. Le nom de la marque Charmin est né (prononcé shar – min). 
En 1950, l'entreprise changea de nom, elle devint alors Charmin Paper Company.
C'est en 1957 que Procter & Gamble fit l’acquisition de Charmin Paper Company. La gamme originale de Charmin comprenait des essuie-tout, des serviettes en papier, des mouchoirs et du papier hygiénique.

## Publicité
En l'an 2000, une nouvelle campagne publicitaire de dessins animés, appelée l’appel de la nature fut lancée. Elle mettait en vedette un ours dans les bois.
Dès lors, l'ours est devenu le symbole de la marque. 